# Aardpython
De aardpython (Calabaria reinhardtii) is een niet-giftige slang uit de familie reuzenslangen (Boidae).

## Naam en indeling
De wetenschappelijke naam van de soort werd voor het eerst voorgesteld door Hermann Schlegel in 1851. Oorspronkelijk werd de soort in het geslacht Eryx geplaatst. Naderhand volgde plaatsing in het geslacht Rhoptrura. Al in 1893 werd de soort voor het eerst in het geslacht Calabaria ondergebracht. Aan het eind van de twintigste eeuw waren er nog enkele onderzoekers die de soort naar het geslacht Charina verhuisden, maar de consensus is nu dat het de enige soort in het monotypische geslacht Calabaria is.
De wetenschappelijke geslachtsnaam Calabaria is afgeleid van de Calabarrivier. De soortaanduiding reinhardtii is een eerbetoon aan de Deense zoöloog Johannes Theodor Reinhardt, die het type-exemplaar van de soort verzamelde in de Deense Goudkust. Lange tijd werd de slang in de onderfamilie Erycinae geplaatst maar conform moderne inzichten wordt het dier nu in een eigen onderfamilie geplaatst: Calabariinae.

## Uiterlijke kenmerken
Deze soort wordt ongeveer een meter lang, soms nog iets langer, en ziet eruit als een worm: geen echte kop of nek en een stompe staartpunt. De kleur is donkerbruin tot bruinzwart met roodbruine tot oranje vlekken over het hele lichaam. Jongere dieren zijn donkerder tot zwart, met kleine roodoranje vlekjes. De neusgaten en ogen zijn vrij duidelijk te zien en ook de schubben op de kop zijn wat groter zodat deze niet snel verward wordt met de staartpunt hoewel deze erg op de kop lijkt. Dat is overigens geen toeval maar een verdedigingstactiek als ze worden aangevallen. De slang bijt nooit maar rolt zich op met de kop aan de binnenzijde ter bescherming. De schubben zijn erg glad, zodat de slang beter kan graven. Deze soort leeft grotendeels ondergronds.

## Verspreiding en habitat
De aardpython komt voor in delen van westelijk Afrika en leeft in de landen Congo-Kinshasa, Kameroen, Guinee, Togo, Liberia, Ivoorkust, Ghana, Gabon, Benin, Angola, Nigeria, Centraal-Afrikaanse Republiek, Congo-Brazzaville en Sierra Leone.
De meeste soorten uit deze familie leven in drogere biotopen, maar deze soort prefereert tropische, vochtige gebieden met een open bodemstructuur om beter te kunnen graven. De geprefereerde temperatuur ligt rond dertig graden, 's nachts iets koeler rond 23 graden als er gejaagd wordt.

## Levenswijze
De aardpython is 's nachts actief en schuilt overdag tussen de bladeren of net onder de grond. Het voedsel bestaat uit muizen en andere kleine knaagdieren die ondergronds in de eigen holen gevangen worden. De aardpython legt in tegenstelling tot veel andere boa's eieren, meestal slechts twee of drie. De juvenielen zijn echter in verhouding al veel groter dan bij verwante soorten.